# Milan Vilotić
Milan Vilotić (in serbo Милан Вилотић?; Belgrado, 21 ottobre 1986) è un ex calciatore serbo, di ruolo difensore.

## Palmarès

### Club

#### Competizioni nazionali
- Kup Srbije: 2

Stella Rossa: 2009-2010, 2011-2012
- Coppa Svizzera: 1

Grasshoppers: 2012-2013